# Escadaria Jair Amorim
A Escadaria Jair Amorim está localizada no município de Santa Leopoldina, interior do estado do Espírito Santo. Mais precisamente, a escadaria liga a Rua Costa Pereira e a Avenida Presidente Vargas. 

## A Escadaria
Antes da construção da escadaria, a via era a Rua Castelo Branco e era bastante íngreme. Em abril de 1934, a escadaria foi inaugurada com o intuito de facilitar a locomoção dos transeuntes entre a Rua Costa Pereira e a Avenida Presidente Vargas. Inicialmente, recebeu o nome de Escadaria Castelo Branco. Em 24 de janeiro de 2001, por meio da Lei Municipal nº 1004, passou a homenagear o musicista Jair Amorim. 
A escadaria tem 38 degraus e conta com um patamar em arco no meio do percurso, que funciona como uma espécie de púlpito e mirante para a Avenida Presidente Vargas. Nesse patamar e na própria escadaria, são realizadas apresentações culturais ao longo do ano. É um local de encontro da população. 

## O homenageado
Jair Amorim, que dá nome à escadaria, nasceu em 1915, na cidade de Santa Leopoldina, e mudou-se para cidades maiores como Colatina, Vila Velha e Vitória. No início da década de 1940, mudando-se para o Rio de Janeiro, onde teve sucesso em sua carreira musical. Ele é autor de vários sucessos gravados por artistas da MPB e reconhecidos nacionalmente, dentre elas: 
- Alguém me Disse, na voz de Gal Costa;
- Conceição, na voz de Cauby Peixoto;
- Alguém como tu, na voz de Dick Farney; e
- Sentimental demais, na voz de Altemar Dutra.